# Municipio de East Fork (condado de Montgomery)
El municipio de East Fork (en inglés: East Fork Township) es un municipio ubicado en el condado de Montgomery en el estado estadounidense de Illinois. En el año 2010 tenía una población de 4138 habitantes y una densidad poblacional de 26,78 personas por km².

## Geografía
El municipio de East Fork se encuentra ubicado en las coordenadas 39°5′58″N 89°25′7″O / 39.09944, -89.41861. Según la Oficina del Censo de los Estados Unidos, el municipio tiene una superficie total de 154.52 km², de la cual 150,13 km² corresponden a tierra firme y (2,84 %) 4,39 km² es agua.

## Demografía
Según el censo de 2010, había 4138 personas residiendo en el municipio de East Fork. La densidad de población era de 26,78 hab./km². De los 4138 habitantes, el municipio de East Fork estaba compuesto por el 78,81 % blancos, el 19,7 % eran afroamericanos, el 0,12 % eran amerindios, el 0,53 % eran asiáticos, el 0,58 % eran de otras razas y el 0,27 % eran de una mezcla de razas. Del total de la población el 2,95 % eran hispanos o latinos de cualquier raza.